# Hydrobasileus croceus
Hydrobasileus croceus – gatunek ważki z rodziny ważkowatych (Libellulidae). Występuje w południowej, południowo-wschodniej i wschodniej Azji – od Indii i Sri Lanki na wschód po południowe Chiny, Tajwan, Filipiny i Japonię oraz na południe po Jawę.